# رحیم آباد بن شم
رحیم آباد بن شم روستایی در دهستان سرکور بخش مرکزی شهرستان سرباز استان سیستان و بلوچستان ایران است.

## جمعیت
بر پایه سرشماری عمومی نفوس و مسکن در سال ۱۳۹۵ جمعیت این روستا ۲۱ نفر (۵خانوار) بوده‌است.